# Садиков Гусейнага Муса-огли
Садиков Гусейн-Ага Муса огли (14 березня 1940, Баку) — колишній міністр закордонних справ Азербайджану, Надзвичайний і Повноважний Посол Азербайджану в Німеччині (1992—2005).

## Життєпис
Народився 14 березня 1940 року в місті Баку. У 1958 році закінчив бакинську середню школу 132. У 1963 році закінчив факультет європейських мов Азербайджанського інституту іноземних мов імені М. Ф. Ахундова. Навчався в аспірантурі інституту.
Він розмовляє німецькою, арабською, турецькою та російською мовами.
Працював перекладачем, заступником директора, директором готельного комплексу Азербайджану, в азербайджанському відділенні Всесоюзного інтуристського акціонерного товариства. З 1962 р. він працював заступником директора у справах «Інтуристу», а з 1970 р. — інструктором у департаменті закордонних відносин ЦК Комуністичної партії Азербайджану. У 1968 році закінчив Вищі курси закордонного туризму при Раді Міністрів СРСР у Москві. З 1971 р. обіймав відповідальні посади в Раді Міністрів Азербайджанської РСР і в Центральному комітеті Комуністичної партії Азербайджану. На дипломатичній службі він працює з 1974 року. З цього року він був віце-консулом у консульстві СРСР у Лейпцигу, Німеччина, а з 1980 року — консулом у консульстві СРСР у Ростоку. Займав дипломатичні посади в Генеральному консульстві СРСР у Німецькій Демократичній Республіці та посольстві в Берліні. У 1988—1991 роках обіймав посаду міністра закордонних справ Азербайджанської РСР. У 1991 році призначений міністром закордонних справ Азербайджанської Республіки. У 1989 році йому було присвоєно дипломатичне звання Надзвичайного та Повноважного Посла СРСР, а в 1992 р. Надзвичайного та Повноважного Посла Азербайджанської Республіки. У 1992—2005 рр. — Надзвичайний і Повноважний Посол Азербайджанської Республіки в Німеччині, Швейцарії, Бельгії, Нідерландах, Люксембурзі та Австрії.

## Автор праць
- Автор понад 50 статей та статей у галузі міжнародної політики в азербайджанській та німецькій пресі.